# Mróz Active Jet

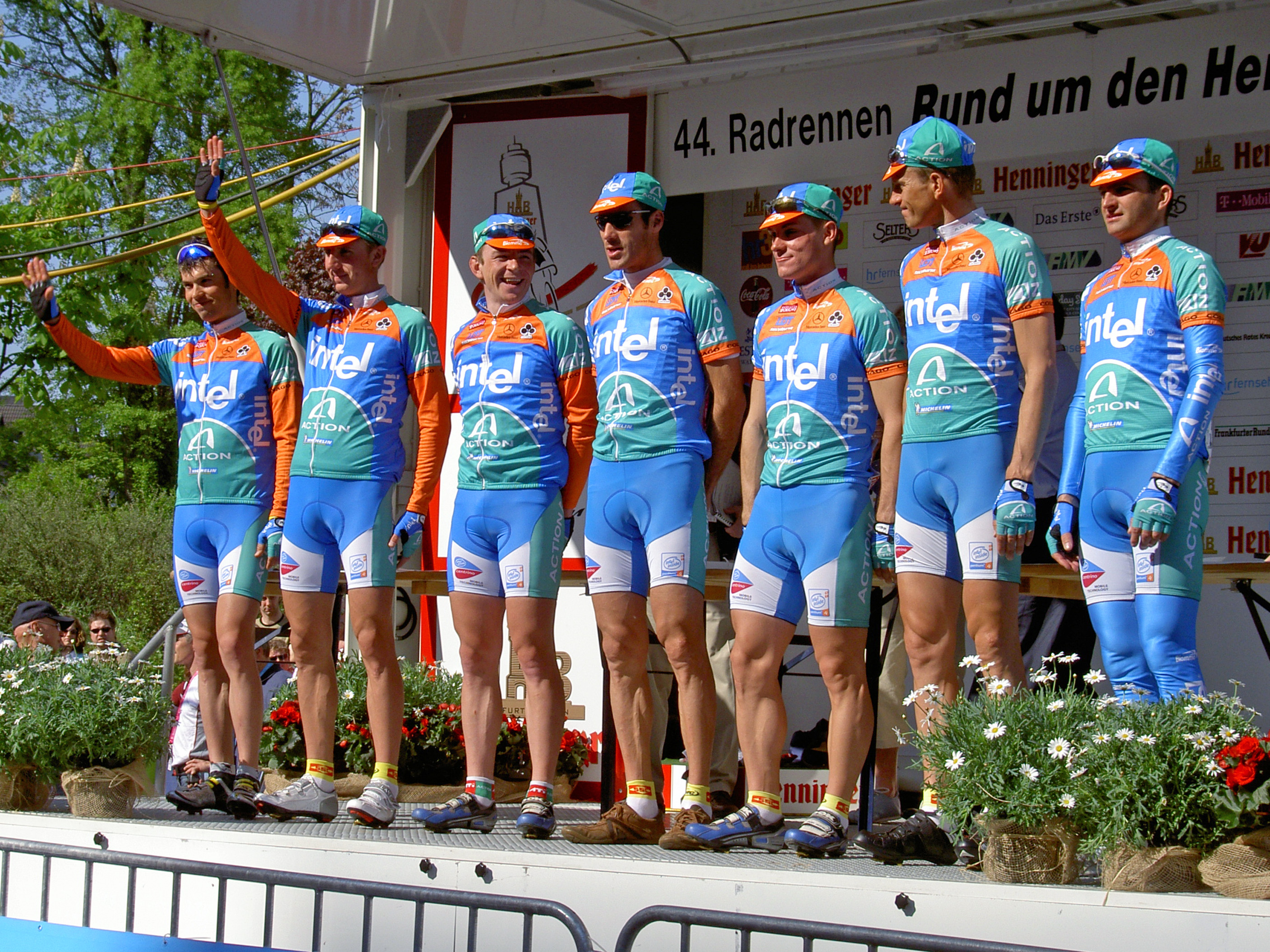
Rund um den Henninger-Turm 2005

Mróz Active Jet war eine polnische Radsportmannschaft.

## Geschichte
Die Mannschaft, die bis 2004 noch ATI-Action, 2005 bis 2006 Intel-Action (früher Mróz und Mróz-Supradyn-Witaminy) und bis 2009 Action-Uniqa hieß, nahm von 2005 bis 2009 an den UCI Continental Circuits als Professional Continental Team teil. Sie wurde bereits zu dem ProTour-Rennen Polen-Rundfahrt eingeladen. 2009 und 2010 nahm die Mannschaft als Continental Team an den UCI Continental Circuits teil. Manager ist Waclaw Skarul, der von den Sportlichen Leitern Carlos Augusto Rubio, Piotr Kosmala und Marek Nowak unterstützt wird.
Ende der Saison 2010 wurde die Mannschaft aufgelöst.
Im Jahr 2014 wurde ein neues polnisches Radsportteam mit Continental-Lizenz namens ActiveJet Team (UCI: AJT) gegründet.

## Saison 2010

### Erfolge in der UCI Europe Tour
In den Rennen der Saison 2010 der UCI Europe Tour gelangen die nachstehenden Erfolge.
| Datum              | Rennen                                          | Kat. | Fahrer           |
| ------------------ | ----------------------------------------------- | ---- | ---------------- |
| 7. Mai             | 1. Etappe Szlakiem Grodów Piastowskich          | 2.1  | Marek Rutkiewicz |
| 7.–9. Mai          | Gesamtwertung Szlakiem Grodów Piastowskich      | 2.1  | Marek Rutkiewicz |
| 17.–19. Juni       | Gesamtwertung Tour of Małopolska                | 2.2  | Jacek Morajko    |
| 27. Juni           | Polnische Meisterschaft – Straßenrennen         | NC   | Jacek Morajko    |
| 2. Juli            | 4. Etappe Course de la Solidarité Olympique     | 2.1  | Jacek Morajko    |
| 3. Juli            | 5. Etappe Course de la Solidarité Olympique     | 2.1  | Jacek Morajko    |
| 30. Juni – 4. Juli | Gesamtwertung Course de la Solidarité Olympique | 2.1  | Jacek Morajko    |
| 14. August         | Memoriał Henryka Łasaka                         | 1.2  | Mariusz Witecki  |
| 15. August         | Puchar Uzdrowisk Karpackich                     | 1.2  | Marek Rutkiewicz |

### Zugänge – Abgänge
| Zugänge          | Team 2009           | Abgänge        | Team 2010  |
| ---------------- | ------------------- | -------------- | ---------- |
| Marek Rutkiewicz | DHL-Author          | Mateusz Mróz   | DHL-Author |
| Wojcieck Halejak | DHL-Author          | Wojciech Dybel | Unbekannt  |
| Mateusz Komar    | DHL-Author          |                |            |
| Piotr Krajewski  | Legia-Felt          |                |            |
| Krzysztof Krzywy | Kalev Sport (2008)  |                |            |
| Robert Banach    | Action-Uniqa (2007) |                |            |
| Bartosz Banach   | Neoprofi            |                |            |
| Łukasz Osiecki   | Neoprofi            |                |            |

### Mannschaft
| Name             | Geburtstag         | Nationalität | Team 2011                          |
| ---------------- | ------------------ | ------------ | ---------------------------------- |
| Bartosz Banach   | 1. Juli 1986       | Polen        |                                    |
| Robert Banach    | 13. September 1978 | Polen        |                                    |
| Paweł Cieślik    | 12. April 1986     | Polen        | Bank BGŻ Professional Cycling Team |
| Wojcieck Halejak | 27. Juni 1983      | Polen        |                                    |
| Błażej Janiaczyk | 27. Januar 1983    | Polen        | CCC Polsat Polkowice               |
| Mateusz Komar    | 18. Juli 1985      | Polen        | BDC Team                           |
| Piotr Krajewski  | 22. Februar 1987   | Polen        |                                    |
| Krzysztof Krzywy | 5. Mai 1978        | Polen        |                                    |
| Jacek Morajko    | 26. April 1981     | Polen        | CCC Polsat Polkowice               |
| Łukasz Osiecki   | 5. April 1990      | Polen        |                                    |
| Piotr Osiński    | 9. Dezember 1986   | Polen        |                                    |
| Marek Rutkiewicz | 8. Mai 1981        | Polen        | CCC Polsat Polkowice               |
| Mateusz Taciak   | 19. Juni 1984      | Polen        | CCC Polsat Polkowice               |
| Mariusz Witecki  | 10. Mai 1981       | Polen        | CCC Polsat Polkowice               |

## Saison 2009

### Erfolge in der UCI Europe Tour
In den Rennen der Saison 2009 der UCI Europe Tour gelangen die nachstehenden Erfolge.
| Datum      | Rennen                                     | Kat. | Fahrer           |
| ---------- | ------------------------------------------ | ---- | ---------------- |
| 1. Mai     | Memoriał Andrzeja Trochanowskiego          | 1.2  | Mateusz Taciak   |
| 9. Mai     | 2. Etappe Szlakiem Grodòw Piastowskich     | 2.1  | Jacek Morajko    |
| 8.–10. Mai | Gesamtwertung Szlakiem Grodòw Piastowskich | 2.1  | Mariusz Witecki  |
| 1. Juni    | Prolog Bałtyk-Karkonosze Tour              | 2.2  | Błażej Janiaczyk |
| 2. Juni    | 1. Etappe Bałtyk-Karkonosze Tour           | 2.2  | Mateusz Taciak   |
| 7. Juni    | 7. Etappe Bałtyk-Karkonosze Tour           | 2.2  | Mateusz Mróz     |

## Saison 2007

### Erfolge in der UCI Europe Tour
In den Rennen der Saison 2007 der UCI Continental Circuits gelangen die nachstehenden Erfolge.
| Datum           | Rennen                                          | Fahrer            |
| --------------- | ----------------------------------------------- | ----------------- |
| 3. Mai          | Prolog Szlakiem Grodòw Piastowskich             | Jarosław Zarębski |
| 6. Mai          | 4. Etappe Szlakiem Grodòw Piastowskich          | Robert Radosz     |
| 28. Juni        | Polnische Zeitfahrmeisterschaft                 | Łukasz Bodnar     |
| 7. Juli         | 4. Etappe Course de la Solidarité Olympique     | Łukasz Bodnar     |
| 4.–8. Juli      | Gesamtwertung Course de la Solidarité Olympique | Łukasz Bodnar     |
| 8. November     | 5. Etappe Tour of Hainan                        | Robert Radosz     |
| 10. November    | 7. Etappe Tour of Hainan                        | Robert Radosz     |
| 3.–10. November | Gesamtwertung Tour of Hainan                    | Robert Radosz     |

## Platzierungen in UCI-Ranglisten
UCI Africa Tour
| Saison | Mannschaftswertung | Fahrerwertung |
| ------ | ------------------ | ------------- |
| 2005   | 8.                 |               |
| 2006   |                    |               |
| 2007   |                    |               |
| 2008   |                    |               |
| 2009   | -                  | -             |
| 2010   | -                  | -             |

UCI America Tour
| Saison | Mannschaftswertung | Fahrerwertung          |
| ------ | ------------------ | ---------------------- |
| 2009   | -                  | -                      |
| 2010   | 40.                | Piotr Krajewski (365.) |

UCI Asia Tour
| Saison | Mannschaftswertung | Fahrerwertung           |
| ------ | ------------------ | ----------------------- |
| 2007   | 18.                |                         |
| 2008   |                    |                         |
| 2009   | 28.                | Błażej Janiaczyk (58.)  |
| 2010   | 40.                | Błażej Janiaczyk (131.) |

UCI Europe Tour
| Saison | Mannschaftswertung | Fahrerwertung        |
| ------ | ------------------ | -------------------- |
| 2005   | 10.                |                      |
| 2006   |                    |                      |
| 2007   |                    |                      |
| 2008   |                    |                      |
| 2009   | 38.                | Jacek Morajko (124.) |
| 2010   | 22.                | Jacek Morajko (18.)  |